# Saint-Marcel (Eure)
Saint-Marcel é uma comuna francesa na região administrativa da Normandia, no departamento de Eure. Estende-se por uma área de 9,93 km². Em 2010 a comuna tinha 4 582 habitantes (densidade: 461,4 hab./km²).